# Pulversee
Der Pulversee war ein kleiner Stausee in einem Altarm der Pegnitz im Stadtgebiet von Nürnberg.

## Geografie
Der 0,7 Hektar große See lag südlich der Wöhrder Pegnitzauen auf der Höhe von 300 m ü. NN unterhalb der Teutonenstraße und der Bahnlinie zum Nürnberger Ostbahnhof.

## Geschichte
Der Pulversee wurde etwa um 1810 angelegt und trieb ursprünglich die namensgebende Pulvermühle in der Tullnau an. Auf dem hochwassersicheren 10 Meter erhöhten südlichen Gelände befanden sich weitere Verarbeitungs- und Lagerstätten. Im Zuge der Industrialisierung und Elektrifizierung Nürnbergs um 1900 wurde die veraltete Mühle aufgelassen und abgebrochen. In der Folgezeit wurde der Pulversee ab 1907 zum Natur-Schwimmbad umgewidmet. Das Schwimmbad hatte eine Badeanstalt, die häufig für Wasserballspiele genutzt wurde, eine Zuschauerterrasse, einen Sprungturm und Liegewiesen.
Die Luftangriffe auf Nürnberg im Zweiten Weltkrieg verwandelten das Gelände in eine unwirtliche Krater- und Schlammwüste. Alte Fotografien davon befinden sich im Stadtarchiv Nürnberg und in Privatsammlungen. Die Nutzung als Bademöglichkeit fand noch bis 1968 statt.
Im Oktober 1959 beschloss der Nürnberger Stadtrat die Anlage eines größeren innerstädtischen Sees. Die Baumaßnahmen dienten hauptsächlich der Hochwasserfreistellung der Nürnberger Altstadt. Der Bau des Wöhrder Sees begann schließlich 1968. Es erfolgte eine Trockenlegung und Verfüllung des Pulversees, der nach Entstehung des Wöhrder Sees komplett in diesem verschwand. Erhalten ist nur noch die historische Eisenbahnbrücke der Bahnlinie Nürnberg - Schirnding, die sein Ostufer überspannte. Diese ist als Baudenkmal mit Nr. (D-5-64-000-2832) geschützt. Das gesamte Gebiet unterliegt außerdem mit Nr. LSG-00536.06 dem Landschaftsschutz.

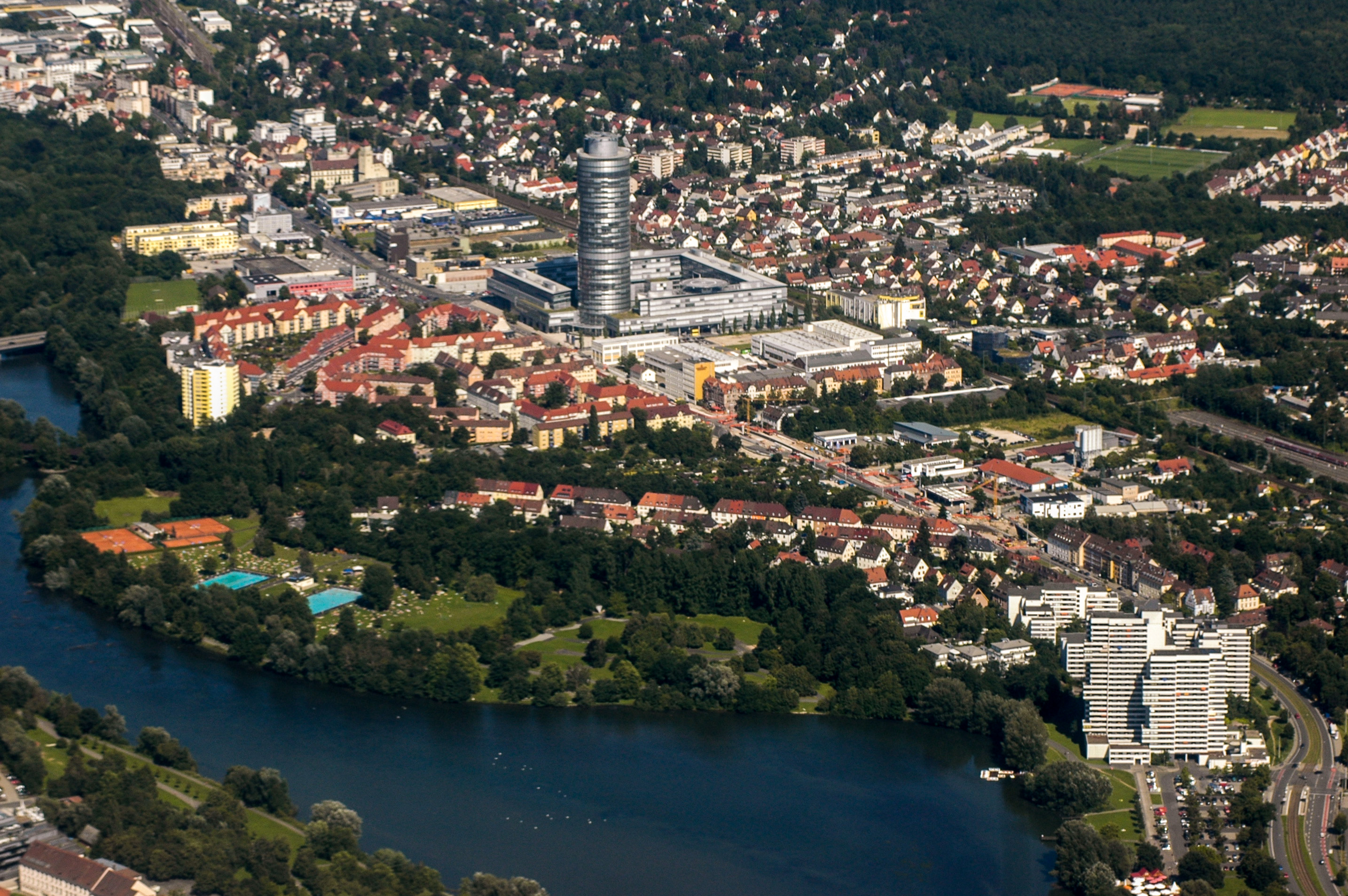
Luftbild Pulverseebad 2009

In Nürnberg existiert heute noch die Straßenbezeichnung „Am Pulversee“. Dort befindet sich heute das sogenannte Pulverseebad, das Schwimmbad des Schwimmerbunds Bayern 07, einer der ältesten Nürnberger Schwimmvereine.

## Trivia
Das Pulversee-Schwimmbad ist literarische Kulisse des Kriminalromans Massa Confusa und Der Tote am Pulversee von Roland Geisler und Sina Vogt, der 2014 in der „Dadord-Frangn“-Krimireihe erschien und mittlerweile in der vierten Auflage vorliegt.